# François Maurin
Pour les articles homonymes, voir Maurin.
François Maurin, né le 9 mars 1918 à Paris, et mort dans la même ville le 20 janvier 2018, est un militaire français. Il a fini sa carrière au grade de général d'armée aérienne et a exercé les fonctions de chef d'État-Major des armées.

## Biographie

### Famille
François Maurin est le fils du général Louis Maurin (1869-1956), ministre de la Guerre (1934-1936). Son frère Philippe Maurin (1913-2008) a été chef d'état-major de l'Armée de l'air (1967-1969). Son épouse Danielle est décédée en 2019 à 91 ans.

### Études
Il est élève du lycée Condorcet et du lycée Saint-Louis à Paris.

## Carrière
(janvier 2018).

### Fonctions militaires
Admis à l’École de l'air en 1938, il est élève de l'École de l'Air, promotion « lieutenant-colonel Louis Mailloux ». Breveté pilote de bombardier en 1940, il est affecté successivement aux groupes de bombardement 1/35 et 1/62 (qui utilise des Glenn Martin 167F) entre 1940 et 43. Il est entre 1943 et 1944 aide de camp du secrétariat général de la défense aérienne (S.G.D.A).
En 1945-1946, il est pilote au groupe de bombardement 1/31 Aunis (ce nom « Aunis » vient de celui de l'ancien nom de la région de La Rochelle). Le groupe de bombardement appartient aux Forces Aériennes de l'Atlantique et utilise à ce moment-là des bombardiers Ju 88 récupérés aux Allemands à la suite du débarquement de Normandie. Il participe ainsi à la libération des poches de l'Atlantique et utilise des bombes allemandes car il n'est pas possible mécaniquement d'utiliser des bombes alliées sur ces avions allemands. Comme souvent, l'entretien des appareils est très difficile (pièces manquantes) et les pannes ou accidents mortels sont nombreux. Il est ensuite pilote dans le groupe de transport (GT) 3/15 Maine équipé aussi d'avions allemands Ju 52puis au GT 1/62 à Alger (mêmes avions). En 1946-1947, le capitaine Maurin est chef des opérations du GT 2/62 Franche-Comté à Blida en Algérie. Les missions du GT sont le transport entre la métropole, Rabat et Tunis ainsi que les missions SAMAR (Sauvetage Maritime). Entre 1947-1950, il est chef des opérations puis commandant en second du GT 2/64 Anjou à Saigon en Indochine française. Le GT est alors équipé de Douglas C-47 et ravitaille les points d'appui de l'Armée française. Il sera surnommé « l'escadron des seigneurs » pour ces actions courageuses et notamment pour celles du ravitaillement de Dien-Bien-Phu en 1954. En 1950-1952, il devient Commandant en second puis commandant du groupe de transport et de liaisons aériennes 2/60 (GTLA 2/60) à Villacoublay. Les appareils sont des Flamants puis des Beechcraft C-45.
Après avoir été chargé des questions du personnel navigant du service du personnel de l'Armée de l'air à Paris entre 1952 et 1954, il devient Commandant de l'annexe du centre d'expériences aériennes militaires (CEAM) à Brétigny-sur-Orge entre 1954 et 56. Afin de parvenir au grade de général, il est stagiaire de l'École supérieure de guerre aérienne et du cours supérieur interarmées pendant 2 ans (1956 à 1958).
Adjoint puis chef du bureau des études générales de l'état-major de l'Armée de l'air pendant 2 ans, il est nommé Commandant du centre d'expériences aériennes militaires et de la base aérienne 118 Mont-de-Marsan jusqu'en 1963, date à laquelle il est nommé général de brigade. Il lui est confié le poste de sous-chef d'état major « Plans » de l'état-major de l'Armée de l'air. En 1966, le général est commandant de la 3e région aérienne à Bordeaux-Mérignac puis en commandant de la Défense aérienne (CAFDA) à Taverny. En 1970, il est Major général de l'Armée de l'air et en 1971 jusqu'à 1975, chef d'État-Major des armées.

### Grades successifs
- 1939 : sous-lieutenant
- 1941 : lieutenant
- 1945 : capitaine
- 1950 : commandant
- 1954 : lieutenant-colonel
- 1959 : colonel
- 1963 : général de brigade aérienne
- 1966 : général de division aérienne
- 1967 : général de corps aérien
- 1971 : général d'armée aérienne[1]

### Fonctions non militaires
- 1969-1971 : président de l'association des anciens élèves de l'École de l'air
- 1975-1986 : conseiller d'État
- 1979 : vice-président de l'Institut français des relations internationales (IFRI)
- 1986-1999 : président de la Caisse nationale militaire de sécurité sociale
- 1986-1999 : président du livre de l'aveugle[1]
- Président d'honneur de la CAPAH (conseil et aide aux personnes âgées ou handicapées)[1],[9]
- Président d'honneur du comité national liaison Défense-Armées-Nation[1]
- Membre du comité directeur des vieilles tiges d'hier et de demain[10]
- Fondateur et président d'honneur de l'association nationale du transport aérien militaire (ANTAM)[1]

## Publication
- Livre blanc sur la défense, 1972

## Distinctions
- Grand-croix de la Légion d'Honneur
- Grand-croix de l'ordre national du Mérite
- Croix de guerre 1939-1945 (3 citations)
- Croix de guerre des Théâtres d'opérations extérieurs (TOE) (2 citations)
- Médaille de l'Aéronautique
- Croix de guerre belge
- Chevalier grand-croix de l'ordre de l'Empire britannique
- Commandeur de la Legion of Merit
- Membre de l'Académie de l'air et de l'espace[1].